# Anna Sprung
Pour les articles homonymes, voir Volkova.
Anna Sprung, née Anna Filippovna Volkova (en russe : Анна Филипповна Волкова) le 16 mai 1975 à Ielizovo dans le kraï du Kamtchatka, est une biathlète autrichienne d'origine russe. 

## Carrière
Lors de la saison 1996-1997, alors sous les couleurs russes, Anna Volkova gagne deux courses de Coupe du monde : l'individuel d'Östersund et la mass start de Novossibirsk.
En 2001, elle commence à représenter l'Autriche et est basée désormais à Ramsau.
Elle compte sept participations aux Championnats du monde de biathlon lors desquels elle a remporté deux médailles : l'or en 1998 et l'argent en 1997 à chaque fois dans la course par équipes avec la Russie. Individuellement, elle signe deux résultats dans le top dix, se classant cinquième de l'individuel en 1999 et sixième en 1997.
Elle a pris part à une seule épreuve lors des Jeux olympiques, en 1998 à Nagano, le sprint où elle termine 44e.

## Palmarès

### Jeux olympiques d'hiver
- pour  Russie :

| Épreuve / Édition | Individuel | Sprint | Relais |
| ----------------- | ---------- | ------ | ------ |
| JO 1998 Nagano    | —          | 44e    | —      |

### Championnats du monde
- Pour  Russie :

| Mondiaux / Épreuve       | individuel | Sprint    | Poursuite | Départ en masse                  | Relais    | Course par équipes               |
| 1997 Osrblie             | 6e         | 25e       | 17e       | Épreuve inexistante à cette date | —         | Médaille d'argent, monde         |
| 1998 Pokljuka Hochfilzen | JO Nagano  | JO Nagano | 28e       | Épreuve inexistante à cette date | JO Nagano | Médaille d'or, monde             |
| 1999 Kontiolahti Oslo    | 5e         | 46e       | 31e       | —                                | —         | Épreuve inexistante à cette date |

- Pour   Autriche :

| Mondiaux / Épreuve   | individuel | Sprint | Poursuite | Départ en masse | Relais | Relais mixte                     |
| 2003 Khanty-Mansiïsk | 25e        | 32e    | 32e       | —               | —      | Épreuve inexistante à cette date |
| 2004 Oberhof         | 59e        | 35e    | 19e       | —               | —      | Épreuve inexistante à cette date |
| 2005 Hochfilzen      | 43e        | 42e    | 25e       | —               | —      | —                                |

Légende :

 : première place, médaille d'or

 : deuxième place, médaille d'argent

 : épreuve inexistante à cette date

— : pas de participation à cette épreuve

### Coupe du monde
- Meilleur classement général : 14e en 1998.
- selon l'Union internationale de biathlon, qui inclut les Jeux olympiques et les Championnats du monde :
  - 3 podiums individuels : 2 victoires et 1 troisième place.
  - 8 podiums en relais : 3 victoires, 2 deuxièmes places et 3 troisièmes places.

#### Détail des victoires
| Édition / Épreuve | Sprint | Poursuite | Individuel | Mass start   | Total |
| 1996-1997         |        |           | Östersund  | Novossibirsk | 2     |
| Total             | 0      | 0         | 1          | 1            | 2     |